# 특징 (기계 학습)
특징(特徵) 또는 피처(Feature)는 기계 학습과 패턴 인식의 용어이다. 관찰 대상에게서 발견된 개별적이고 측정가능한 경험적(heuristic) 속성을 말한다. 독립적인 변수를 잘 선택하는 것은 패턴 인식 상에서 분류를 위한 성공 요인이라 할 수 있다. 특징들은 일반적으로 수치이나, 그래프와 같은 자료 구조적인 특징들 또한 존재한다.
특징들의 집합을 특징 벡터(feature vector)라고 한다. 굳이 벡터로 표시하는 이유는 수학적으로 다루기 편하기 때문이다. 피쳐라는 개념을 가져온 것은 선형 회귀와 같은 통계학적인 기법에서이다. 독립 변수와 종속 변수 개념 또한 통계학에서 가져왔다.

## 같이 보기
- 차원축소
- 통계적 분류
- 설명가능 인공지능